# New Braunfels
La ville de New Braunfels (en anglais [ˌnjuː ˈbrɔːnfəlz]) est située sur les comtés de Comal et Guadalupe, dans l’État du Texas. Elle fait partie de l'aire métropolitaine de San Antonio et comptait 72 095 habitants en 2016. Elle est le siège du comté de Comal. Elle est traversée par deux rivières. New Braunfels est un nom d'origine germanique et la ville compte une importante communauté de descendants d'Allemands. Elle organise chaque année une Wurstfest (fête de la saucisse) en novembre. Le journal Herald Zeitung était imprimé en allemand jusqu'à la Seconde Guerre mondiale.

## Jumelage
- Braunfels (Allemagne)[2]